# Kristian Aasvold
Kristian Aasvold (ur. 30 maja 1995 w Snåsa) – norweski kolarz szosowy.
Kolarstwo uprawiał również jego brat, Lorents Ola Aasvold.

## Osiągnięcia
Opracowano na podstawie:

2018
- 3. miejsce w mistrzostwach Norwegii (start wspólny)

2019
- 2. miejsce w Lillehammer GP

2020
- 2. miejsce w Gylne Gutuer

2021
- 3. miejsce w mistrzostwach Norwegii (start wspólny)

## Rankingi
| Rok             | 2016  | 2017  | 2018 | 2019  | 2020 | 2021 | 2022 | 2023  |
| --------------- | ----- | ----- | ---- | ----- | ---- | ---- | ---- | ----- |
| World Ranking   | 2527. | 2514. | 501. | 1008. | 511. | 278. | -    | 2051. |
| UCI Europe Tour | 1686. | 1630. | 286. | 724.  | 419. | 235. | -    | -     |
|                 |       |       |      |       |      |      |      |       |
| Źródło: UCI     |       |       |      |       |      |      |      |       |